# Sekret
«Sekret» (с англ. — «Секрет») — песня албанской певицы и автора песен Ронелы Хаяти, независимо выпущенный сингл 2 декабря 2021 года. Версия на албанском языке, «Sekret» (произносится [sɛˈkɾɛt]), была составлена и написана самой Хаяти и спродюсирована Марко Поло. После победы в 60-м выпуске Festivali i Këngës в декабре 2021 года. Представляла Албанию на конкурсе песни «Евровидение-2022» в Турине, Италия.

## Предыстория и выпуск
Песня «Sekret» была написана Хаяти на музыку продюсера Марко Поло. Сочетающая в себе традиционные и современные элементы, «Sekret» — это оптимистичная этническая поп-песня на албанском языке, инструментовка которой включает народные инструменты. Он был независимо выпущен в качестве сингла на цифровых платформах и в потоковых сервисах 2 декабря 2021 года. В интервью в январе 2022 года Хаяти сообщила, что песня будет переработана голландским продюсером Diztortion в Лондоне, Великобритания.

## Продвижение
В рекламных целях Хаяти собирается выступить с песней «Secret» на вечеринке Евровидения в Барселоне в марте 2022 года.

## Евровидение

### Festivali i Këngës
Национальная телекомпания Албании RTSH организовала 60-й выпуск Festivali i Këngës, чтобы выбрать представителя страны на конкурсе песни «Евровидение-2022» в Турине, Италия. Он состоял из двух полуфиналов 27 и 28 декабря соответственно и гранд-финала 29 декабря 2021 года. До своего участия в Festivali i Këngës Хаяти заявила, что всегда мечтала принять участие в конкурсе песни «Евровидение». В то время как музыкальные критики благосклонно отнеслись как к вокальному исполнению Хаяти, так и к этническому характеру песни, СМИ рассматривали певицу как сильного претендента на победу в конкурсе. В видеоролике с открыткой были представлены выступления Хаяти, рассказывающие о ее близких отношениях с отцом Марашем Хаяти, который в течение нескольких лет возглавлял национальную телекомпанию RTSH. Во время своих выступлений, вдохновленных воинами, Хаяти была одета в черно-золотой костюм с яркими эполетами и тугим корсетом, чтобы передать свою силу. На сцене певицу сопровождали многочисленные танцоры и разнообразные темные изображения, отображаемые на светодиодном фоне. В гранд-финале конкурса Ронела была объявлена победителем конкурса и представителем Албании на конкурсе песни «Евровидение 2022».

### Турин
Конкурс песни «Евровидение 2022» прошёл в PalaOlimpico в Турине, Италия, и состоял из двух полуфиналов, которые состоялись в соответствующие даты 10 и 12 мая, и гранд-финала 14 мая 2022 года. Согласно правилам Евровидения, все страны-участницы, за исключением принимающей страны и «Большой пятерки», состоящей из Франции, Германии, Италии, Испании и Великобритания, должны пройти квалификацию в одном из двух полуфиналов, чтобы побороться за выход в финал; 10 лучших стран из их соответствующих полуфиналов проходят в финал.

## Персонал
Титры адаптированы с Tidal и YouTube
- Ронела Хаяти — автор песни, вокал
- Марко Поло — аранжировщик, продюсер

## Трек-лист
- Цифровая загрузка

1. «Sekret» – 3:34

## История выпуска
| Район     | Дата           | Формат                      | Лейбл       | Примечание |
| --------- | -------------- | --------------------------- | ----------- | ---------- |
| Различные | 2 декабря 2021 | Цифровая загрузка streaming | Независимый | [ 4 ]      |